# 宝石 (雑誌)

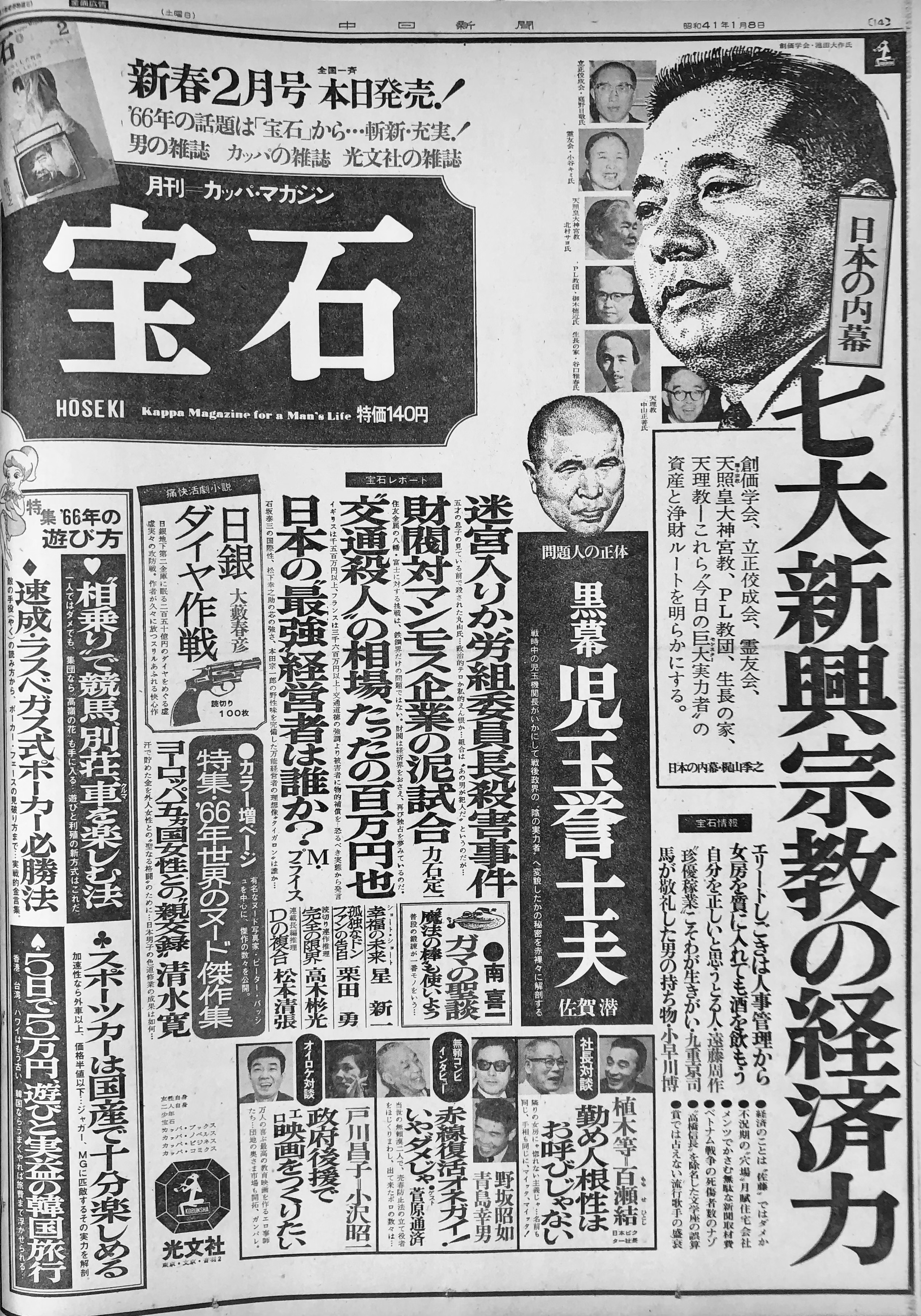
『宝石』1966年新春2月号の新聞広告

『宝石』（ほうせき）は、日本の推理小説雑誌、男性向け月刊総合雑誌。推理小説雑誌として1946年創刊、1964年まで発行された。出版社は、創刊時は岩谷書店、1956年からは独立した宝石社となった。この期間の日本の推理小説界を代表する雑誌。
宝石社の倒産後、光文社が版権を買い取って、1965年10月に男性向け月刊総合雑誌として再刊し、1999年まで発行された。光文社は他にも『宝石』を冠する姉妹誌として、『週刊宝石』『小説宝石』『SF宝石』を刊行。この光文社版と区別して推理小説誌時代を旧『宝石』と呼ぶこともある。

## 創刊
岩谷松平の弟の孫で京城商事社長などを務めた岩谷二郎の子の岩谷満が、戦後ソウルから引き揚げ、本好きから探偵小説の雑誌を始める。城昌幸が本名の稲並昌幸名義で編集主幹となって、1946年4月創刊。誌名は城の考案で、「美の秘密と物語性」を持つ宝石は「探偵小説の雰囲気と同じ性質」があるということによる。創刊号は64ページ、2円80銭、題字は「寶石」。当初は「探偵小説と詩」の雑誌を標榜していたが、その後は推理小説専門に移行する。創刊号では江戸川乱歩の旧作『人間椅子』の今村恒美による絵物語や、海野十三の変名、丘丘十郎名義の『密林荘事件』などが掲載され、横溝正史『本陣殺人事件』を連載、その後も金田一耕助シリーズを連載した。この前後に探偵小説誌として『ロック』『トップ』『ぷろふいる』『探偵よみもの』『新探偵小説』『妖奇』などが相次いで創刊されるが、その中で『宝石』が生き残り、探偵小説の中心的存在となっていく。また、『別冊宝石』『宝石選書』も刊行し、発行部数は創刊時5万部、最盛期で10万部前後だった。編集長は、武田武彦、津川溶々を経て、1952年8月号から永瀬三吾。
岩谷書店は捕物雑誌『天狗』や『詩学』『雑誌研究』なども出したがうまくいかず、1950年頃から経営は苦しくなり、1956年7月号からは城が社長となる宝石社として独立。

## 江戸川乱歩の功績
『新青年』が戦時中から探偵小説色が薄れ、戦後の復刊後も現代小説や風俗小説も扱っていたのに対し、江戸川乱歩はこれを探偵雑誌に戻そうとするが果たせず、そこへ『宝石』創刊の話が持ち上がって、これに大きく協力した。
1957年2月に経営悪化が日本探偵作家クラブで問題となり、てこ入れ策として8月号から乱歩が編集長となる。この頃は赤字経営で原稿料不払いも恒常化している状況で、乱歩は私財数百万円を注ぎ込んで立て直しを図った（立て替え分は後に宝石社より返済された）。新連載として横溝正史『悪魔の手毬唄』、坂口安吾『復員殺人事件』（「樹のごときもの歩く」に改題）の復刻と未完部分の高木彬光による執筆など、各作品に乱歩によるルーブリック（序説）を付すようにし、発行部数は5割増し、1年ほどで赤字解消にこぎ着けた。また乱歩の編集方針に、推理作家以外の一般作家にも探偵小説を書いてもらうというものがあり、執筆作家には火野葦平、有馬頼義、曾野綾子、梅崎春生、三浦朱門、遠藤周作、吉行淳之介、石原慎太郎、谷川俊太郎、寺山修司、中村真一郎などがいた。1958年9月号からは、徳川夢声による、かつて『新青年』での「くらがり三十年」に続く自伝的回顧「あこがれ始末書」を連載、1963年までの長期連載となった。
表紙に「江戸川乱歩編集」と記されたのは1962年まで続いたが、入院などにより1959年末からは実質的な編集は後任に譲り、編集後記を書いていたのは1960年10月号までとなる。その後はまた経営は悪化し、1964年5月に「創刊250号記念特集号」（251号）をもって廃刊。
宝石社は累積赤字により倒産。版権は光文社により1500万円で買い取られた。

## 新人発掘
毎年懸賞小説を募集し、1946年の第1回では香山滋、飛鳥高、山田風太郎、島田一男がデビュー。1949年には創刊3周年記念事業として賞金総額100万円で、長編・中編・短編に分けて募集し、日影丈吉、土屋隆夫、中川透（鮎川哲也）がデビュー。
1948年の『宝石選書』では、乱歩が推した新人の高木彬光『刺青殺人事件』を一挙掲載。また、1949年には18歳の山村正夫の投稿作が認められてデビューした。香山、山田、島田、高木と、佐藤春夫に推された大坪砂男が宝石五人男と呼ばれた。
1958、59年に『週刊朝日』と共同での短編コンクールを行い、第1回は二席で佐野洋、佳作で樹下太郎、59年第2回に一席芦川澄子、二席久能啓二、佳作で黒岩重吾、笹沢左保がデビューした。
1960年から宝石賞と名前を変え、1961年に草野唯雄、1963年に斎藤栄がデビュー。新人賞の予選通過25作を掲載する「新人25人集」も毎年企画された。1961年には、西村京太郎が予選通過している。
1954年懸賞小説1位入選した高城高「X橋付近」、同人誌から転載した大藪春彦『野獣死すべし』を1958年に掲載するなど、ハードボイルド作品も掲載するようになる。1959年に日本テレビと共催の懸賞小説では、河野典生「ゴウイング・マイ・ウェイ」が第一席入選。SF同人誌からも、1957年に星新一「セキストラ」、1960年筒井康隆「お助け」を転載してプロデビューさせた。
既に演劇評論家として名を成していた戸板康二も乱歩の勧めで1958年から演劇界を舞台にした推理小説を執筆し、「團十郎殺人事件」で直木賞を受賞する。小林信彦は1958年に江戸川乱歩により同社顧問として採用され、『ヒッチコック・マガジン』を宝石社から創刊。1963年1月に退社し、のちに作家となる。

## 翻訳作品
1949年にジョージ・トマス・フォルスターがGHQ認可を受けて翻訳権仲介業を始めたことにより、海外との著作権交渉が出来るようになり、1950年から『宝石』『別冊宝石』で翻訳推理小説の掲載を始める。『別冊宝石』で「世界探偵小説名作選」を開始、第一集の1950年8月号では、翻訳の途絶えていた期間中も英米の原書を読み続けていた乱歩の激賞していたディクスン・カーの戦後初の邦訳として3長編「帽子蒐集狂事件」を高木彬光、「黒死荘殺人事件」を岩田賛、「赤後家怪事件」を島田一男が抄訳した。この「世界探偵小説名作選（世界探偵小説全集）」は終巻までに30号を越えた。

## 主な掲載作品
- 横溝正史『本陣殺人事件』1946年、『獄門島』1947-48年、『八つ墓村』1950-51年（休刊となった『新青年』収録分の続編）、『悪魔が来りて笛を吹く』1951-53年、『首』1955年、『悪魔の手毬唄』1957-59年、『仮面舞踏会』1962-63年（中断）
- 香山滋『ソロモンの桃』1949年
- 高木彬光『能面殺人事件』1949年、『成吉思汗の秘密』1958年
- 大下宇陀児『石の下の記録』1948-50年
- 鮎川哲也『ペトロフ事件』1950年（別冊宝石、中川透名義）
- 江戸川乱歩「探偵小説三十年」1951-60年（1956年からは「探偵小説三十五年」に改題、完結後の出版時には『探偵小説四十年』に改題）
- レイモンド・チャンドラー「さらば愛しき女よ」1951-52年
- 松本清張『零の焦点』1958-60年（刊行時に『ゼロの焦点』に改題）
- 澁澤龍彦『黒魔術の手帖』1960-61年、『毒薬の手帖』1962年
- 笹沢左保「盗作の風景」1963年（覆面作家を当てる企画で5-9月号掲載）
- 日本探偵作家クラブで恒例の、犯人当てゲームのための作品が本誌に掲載される慣例は、1960年まで続いた。

### 小説以外
- 江戸川乱歩「英米の短篇探偵小説吟味」1949-50年
- 篠田一士「今月のベスト3」1961/2-6月号
- 植草甚一「フラグランテ・デリクト」1962/1-64/5月号（『雨降りだからミステリーでも勉強しよう』晶文社）
- 荻昌弘「シネマ・プロムナード」1959/7-60/3月号

上記のほか、に芸能関係者のエッセイとして、西条八十、辰巳柳太郎、高橋圭三、丹下キヨ子、若尾文子、木村義雄、大空真弓、轟夕起子、岡本喜八、三橋達也、大島渚らの寄稿があった。

## 別冊宝石
1948年1月から、姉妹誌として『別冊宝石』を発行。ただし1号には「別冊宝石」の字はなく、「宝石 編集部編 捕物と新作長編」となっており、半年後の2号から「別冊宝石」と題された。当初は懸賞小説候補作の特集、捕物帳、翻訳作品による「世界探偵小説全集」の3種を交互に発行し、他に1956年「文芸作家推理小説集」や、江戸川乱歩、横溝正史らの作家特集、「エロティック・ミステリー」などがあった。1963年以降は「世界SF傑作集」「サラリーマン・ミステリー傑作集」「世界女流作家傑作集」などを出し、1964年5月「異色ミステリー特集」を最後に、通算では130号で『宝石』とともに廃刊。